# Brachylomia constrasta
Brachylomia constrasta är en fjärilsart som beskrevs av Embrik Strand 1921. Brachylomia constrasta ingår i släktet Brachylomia och familjen nattflyn. Inga underarter finns listade i Catalogue of Life.